# آرش نوآموز
 آرش نوآموز  (زاده ۱۶ خرداد ۱۳۴۶) بازیکن سابق فوتبال ایران است. او سابقه بازی در پورا تهران، پاس تهران، بهمن کرج و لس‌آنجلس گلکسی را دارد.
وی پسر ناصر نوآموز بازیکن فوتبال و رئیس سابق فدراسیون فوتبال ایران است و سابقه ۳ بازی ملی نیز در کارنامه دارد.